# الزاوية (جنين)
الزاوية هي قرية فلسطينية في شمال الضفة الغربية، تبعد إلى الجنوب الغربي عن مدينة جنين 16.5 كم ، وترتفع عن سطح البحر 415م. تبلغ مساحة اراضيها 1066 دونما ، يحيط بها قرى صانور وعنزة ، ومن العائلات التي تسكن البلد عائلة أبو الوفا. يوجد في القرية مدافن منقورة في الصخر. وفقًا لتعداد الجهاز المركزي للإحصاء الفلسطيني، بلغ عدد سكان القرية 770 نسمة في عام 2007 و1006 نسمة بحلول عام 2017. احتلت كما قرى ومدن الضفة الغربية عشية عدوان الخامس من حزيران/ يونيو 1967 وبقيت كذلك إلى أن تم توقيع اتفاق أوسلو عام 1993 والتي باتت أراضي القرية بموجبها تقع ضمن مناطق (A) أي المناطق الواقعة تحت إدارة السلطة الفلسطينية خدمياً وأمنياً، لايوجد في القرية مجلس قروي خاص بها وإنما يدير شؤون القرية الخدمية المجالس البلدية والقروية في القرى المجاورة لها.

## تاريخ
تم العثور في القرية على قطع فخارية من العصر البرونزي المبكر الأول والثاني، والعصر الحديدي الثاني، والفارسي، والهلنستي، والروماني المبكر. تم نحت المقابر ومقبرة كولومباريوم في الصخر، كما تم العثور أيضًا على سيراميك من العصر البيزنطي،و قطع فخارية من العصر الإسلامي المبكر والعصور الوسطى.

#### العصر العثماني
في عام 1517، تم دمج الزاوية مع بقية فلسطين في الإمبراطورية العثمانية. في عام 1596، ظهرت في سجلات الضرائب العثمانية كقرية تسمى زاوية ، أو بدلاً من ذلك سائح محمد رفاعي ، في ناحية جبل سامي في سنجق نابلس. كان عدد سكانها 12 أسرة، جميعهم مسلمون. في عام 1870، وصف فيكتور جورين المنطقة بأنها تحتوي على عدد صغير من المنازل، وتقع على تلة.
في عام 1882، وصفها مسحٌ أجرته مؤسسة أبحاث فلسطين (PEF ) لغرب فلسطين بأنها: " قرية صغيرة على سفح تل، وبئرٌ إلى الغرب. ويبدو أنها استمدت اسمها من الالتواء المفاجئ في الطريق القريب من المكان."

#### عصر الانتداب البريطاني
في تعداد فلسطين الذي أجرته سلطات الانتداب البريطاني عام 1922، بلغ عدد سكان الزاوية 45 مسلمًا، وارتفع في تعداد عام 1931 إلى 76 مسلمًا، في إجمالي 17 منزلًا. في إحصائيات عام 1945 بلغ عدد السكان 120 مسلمًا، ومساحة الأرض 1066 دونمًا، وفقًا لمسح رسمي للأراضي والسكان. من هذه المساحة، تم استخدام 310 دونمًا للحبوب، بينما تم استخدام 4 دونمات من الأراضي المبنية والحضرية.

#### الحكم الأردني
بعد الاحتلال الاسرائيلي لفلسطين عام 1948، واتفاقيات الهدنة اللاحقة عام 1949، أصبحت الزاوية تحت الحكم الأردني. في عام 1961، بلغ عدد سكان الزاوية 152 نسمة.

#### فترة الاحتلال الإسرائيلي
منذ حرب الأيام الستة عام 1967، كانت الزاوية تحت الاحتلال الإسرائيلي، ووفقًا للتعداد الإسرائيلي في ذلك العام، بلغ عدد سكان الزاوية 239 نسمة، منهم 13 مسجلين على أنهم قدموا من إسرائيل.
في يوم السبت الموافق 9 يناير 2016، قُتل صاحب شركة تجارية محلية، سعيد أبو الوفا (35 عاماً)، برصاص جنود الاحتلال عند حاجز بقعوت.

## الأماكن المقدسة
إلى الجنوب من الزاوية يوجد موقع مقدس يدعى الشيخ أبو شعير، وهو يحتوي على كومة من الحجارة يقدسها السكان المحليون. تقول الأسطورة أن القرية سميت بهذا الاسم نسبة إلى شيخ من نسل علي أبو الوفاء ، والذي دفن داخل القرية نفسها. تقول الأساطير المحلية أن هذا الشيخ سمح لشعره أن ينمو بشكل عشوائي، ومن ثم حصل على اسم أبو شعير.
يُقال إن أبا شعير قاتل في صفوف جيوش المسلمين، ولكن عند عودته إلى القرية من الحرب ذات يوم، وجد زوجته في يد رجل آخر. فاستشاط غضبًا فقتلهما وبتر خصيتي الرجل. ثم توجه إلى موقع المعارك السابقة وألقى أجزاء الجسم المقطوعة في السماء، متعهداً بأن يعيش بقية حياته بعيداً عن النساء ومشاكل العالم، أينما سقطوا.